# TVR・キミーラ
キミーラ（Chimaera）は、イギリスの自動車メーカーであるTVRが製造・販売していたオープンカー型スポーツカーである。車名の由来はギリシア神話に登場する怪物「キマイラ（Chimaira）」。

## 概要
1992年のバーミンガムモーターショーで発表され、翌1993年に発売。スパルタンなグリフィスに対してキミーラは幾分マイルドになっており、サスペンションも柔らかく、長距離ツアラーとしての性格付けがなされている。
シャシはそれまでのTVR車と同じく、鋼管を使用したチューブラーフレームと繊維強化プラスチック（FRP）製ボディの組み合わせを踏襲。ボディタイプはオープンのみで定員は2人。サスペンションは前後ともにダブルウィッシュボーン式で、ビルシュタイン製ダンパーとアイバッハ製スプリングの組み合わせである。
エンジンはローバー製のV型8気筒OHVをフロントミッドシップに搭載。エキゾーストマニホールドがとぐろを巻く形でエンジンの前方に押し込められ、触媒もその部分にある構造のため、放熱性が悪くオーバーヒートを起こしやすいとされている。駆動方式はFRで、トランスミッションはLSD付きの5速MTのみである。
ラインナップは4.0 L仕様の「400」、4.0 Lの高性能版である「400HC」、4.3 L仕様の「430」、4.5 L仕様の「450」、5.0 L仕様の「500」。400HCと500（2000年まで）はハイカム仕様である。
従来のTVR車と同様に、ABSやエアバッグ等の安全装備は一切搭載していない。

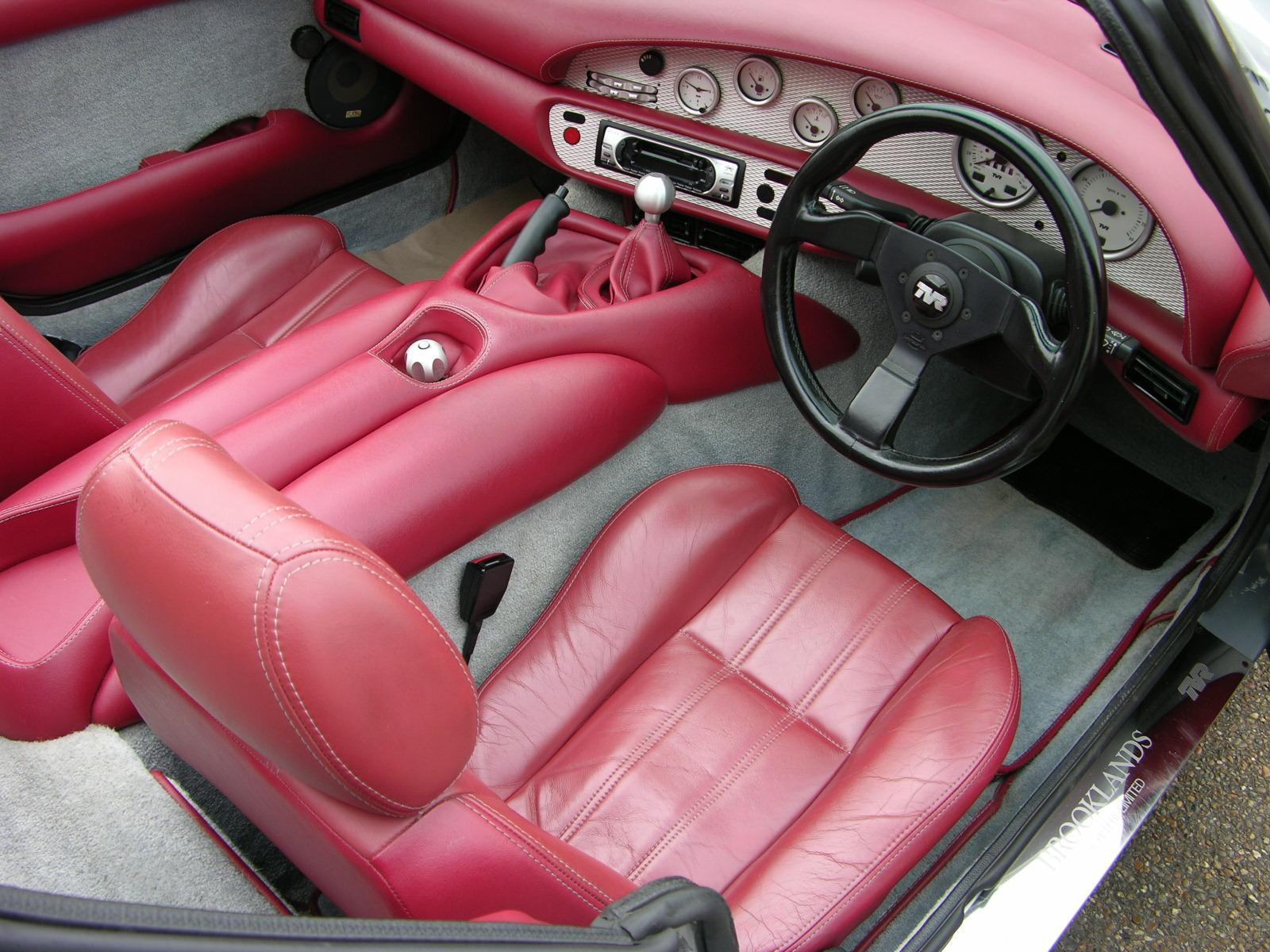
インテリア

インテリアはクラシカルな雰囲気で、本革シートやウォールナットを用いた木目パネルがあしらわれている。タルガトップはケブラー製のものを装備しており、取り外したタルガトップはトランク内に立てた状態で収納することもできる。
日本では1995年に発売。1996年からは「クラブマン」のサブネームが付与され、グレード名も最高出力を表す形式に変更された（400→C240、450→C285、450→C340）。
2003年に生産を終了した。後継はタモーラ。

## ギャラリー

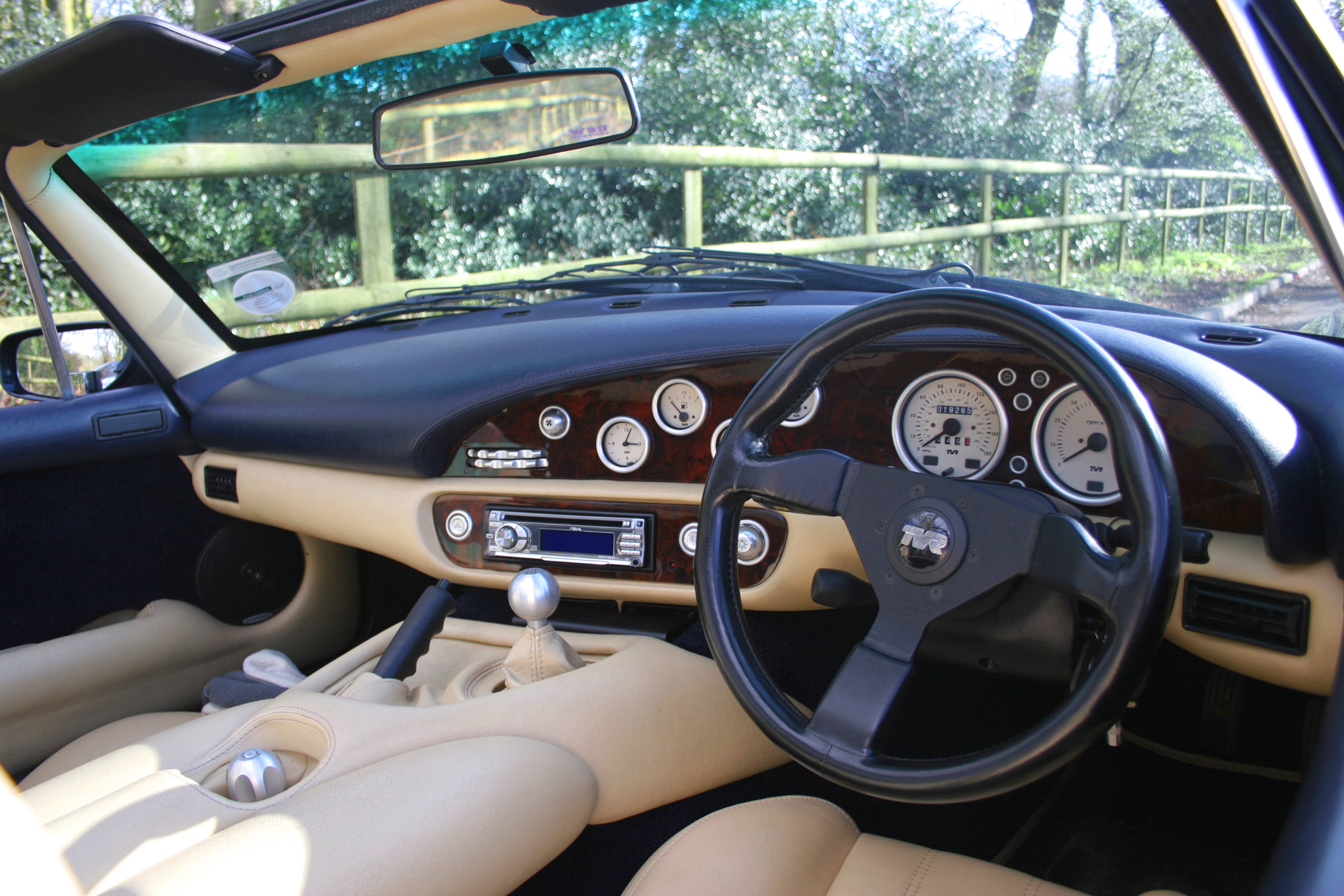
豪華なインテリア
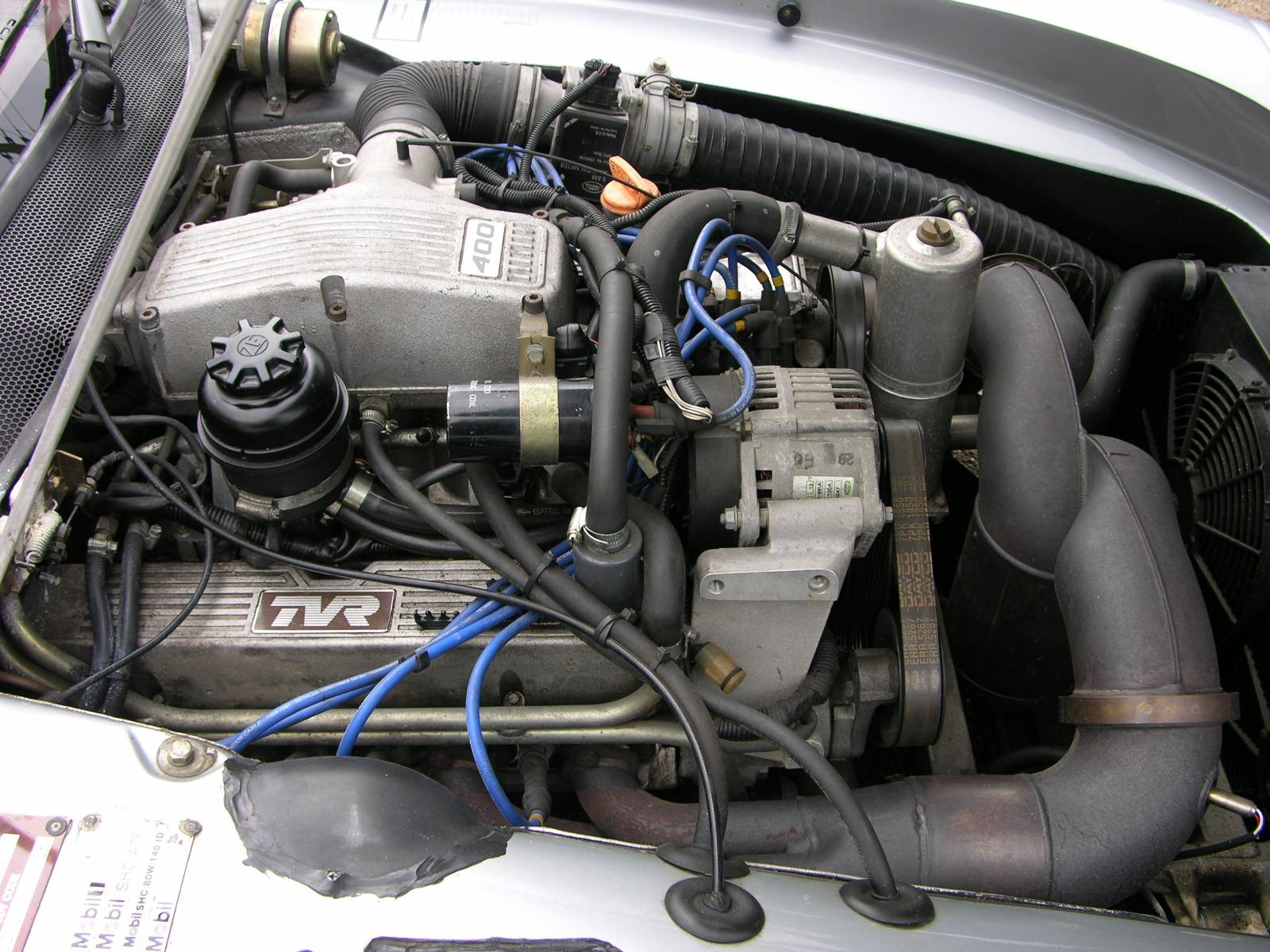
エンジン